# Cofradía de Jesús Resucitado (Andorra)

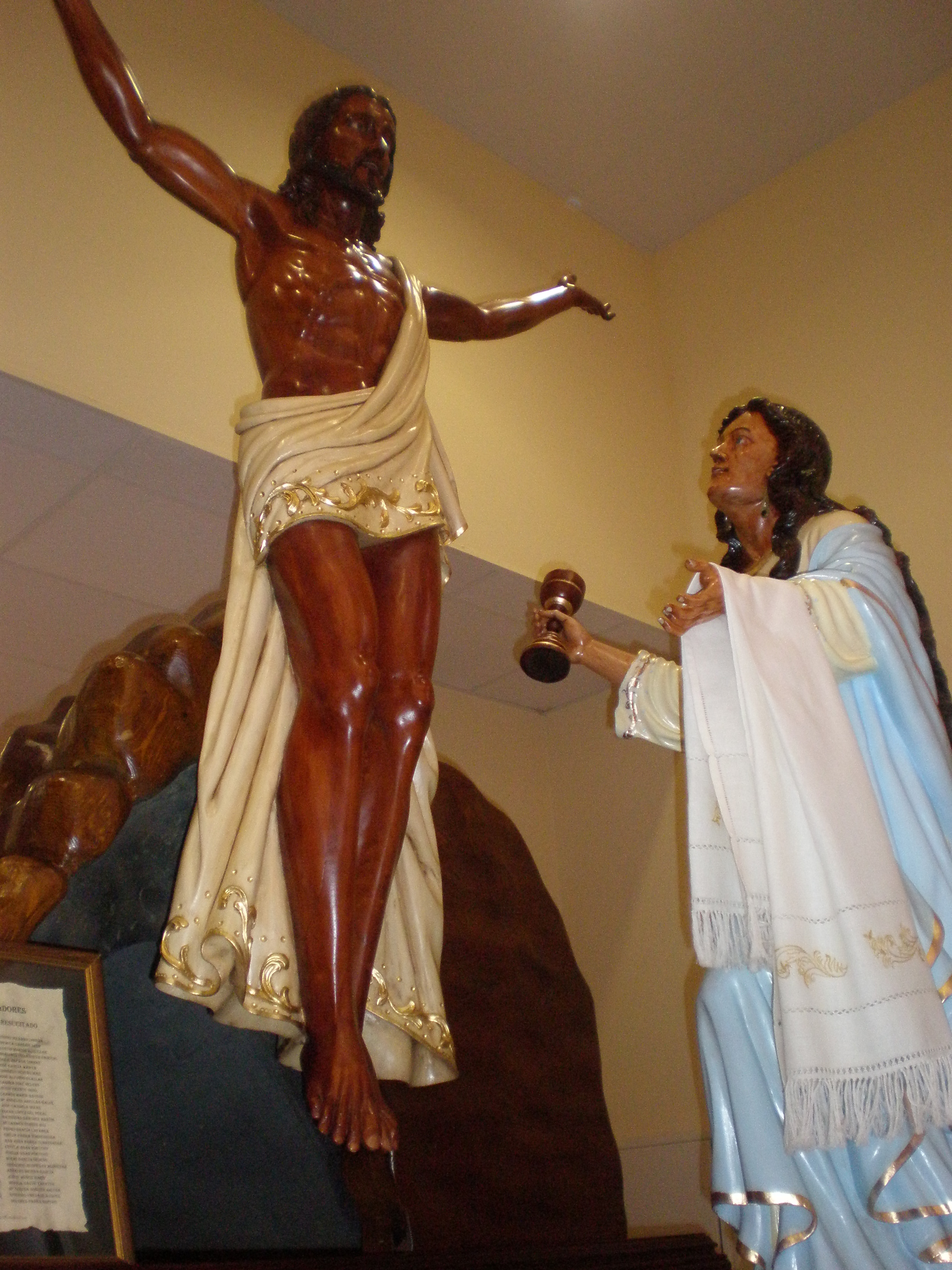
Paso de Jesús Resucitado

La Cofradía de Jesús Resucitado se creó en 2008 a iniciativa del párroco de Andorra (Teruel) en un escrito realizado en el periódico local de Andorra,  con el fin de cerrar el círculo de las principales escenas de la Pasión. Desde 1875 no se ha realizado la procesión de Jesús Resucitado, recuperando poco a poco viejas tradiciones perdidas en la Semana Santa de Andorra. 
Se la ha bautizado popularmente como el "Cristo de la Mina" en referencia al color de piel de la imagen de Cristo y por la relación del municipio con la minería. 

## Indumentaria[1]
La cofradía cuenta con unos 62 miembros. 
La túnica procesional se compone de:
- Túnica blanca con botones en el mismo color.
- Es la única cofradía que no utiliza capirote y lleva la cara descubierta.
- Cíngulo amarillo y guantes blancos
- Llevan un escapulario con la imagen de la cofradía.
- No se usa capa.

## Imágenes
El grupo escultórico se compone de una figura de Jesús resucitado saliendo de una simbólica cueva con los brazos abiertos. Es característico el color oscuro de la imagen de Cristo, un reflejo de la imagen probable que tuviera Jesucristo frente a la imagen idealizada occidentalizada. 